# Blaine Luetkemeyer
William Blaine Luetkemeyer (  /ˈluːtkəmaɪ.ər/ LOOT -kə-my-ər ; nacido el 7 de mayo de 1952) es un político estadounidense que se desempeña como representante de los Estados Unidos para el tercer distrito del Congreso de Missouri desde 2013, habiendo representado al noveno distrito del Congreso de Missouri de 2009 a 2013. Luetkemeyer, miembro del Partido Republicano, se desempeñó anteriormente como miembro de la Cámara de Representantes de Missouri . El 4 de enero de 2024 anunció que no se presentaría a la reelección en 2024.

## Temprana edad y educación
Luetkemeyer nació en Jefferson City el 7 de mayo de 1952. Asistió a la Universidad de Lincoln y se graduó con una licenciatura en ciencias políticas con especialización en administración de empresas.